# Fàbrica Salinas i Mussons
La Fàbrica Salinas i Mussons és un edifici del municipi d'Igualada (Anoia). Martí Salines i Ferrer va introduir l'any 1900 el gènere de punt a la ciutat. Aquest tipus d'indústria va créixer ràpidament a partir del 1908. El promotor d'aquest edifici va ser en Salines i Mussons, probablement un fill d'en Martí Salines. L'edifici forma part de l'Inventari del Patrimoni Arquitectònic de Catalunya.

## Descripció
Teòricament aquesta fàbrica havia de construir-se amb totxo i pedra; de fet pels vestigis que ens queden de la seva realització, veiem que aquests van ésser fingits, i tant els totxos com la pedra hi són pintats. La forma d'utilització i la disposició dels materials recorden els sistemes compositius emprats ja en l'Escorxador amb una diferència notòria: si en l'escorxador el mur llis era aplacat amb pedra, aquí és pintat o estucat blanc, aportant un nou sistema cromàtic important, el blanc amb el vermell del totxo, sistema utilitzat amb molta reiteració a partir d'aquests anys a Igualada.